# 2010年のサッカー
2010年のサッカー（2010ねんのサッカー）では、2010年（平成22年）における、日本および世界のサッカー界の動向をまとめる。

## できごと

### 1月
1日
- - 【JFA】第89回天皇杯全日本サッカー選手権大会決勝で、ガンバ大阪が名古屋グランパスを4-1で下し、2年連続3度目の優勝、85回、86回（2005、2006年度）の浦和レッズ以来の連覇を達成。ガンバは2009年のJリーグで3位となり、既にAFCチャンピオンズリーグ2010への出場権を獲得していたため、同4位だったサンフレッチェ広島がAFCチャンピオンズリーグ2010出場権を獲得。
  - 【JFA】第31回全日本女子サッカー選手権大会決勝で日テレ・ベレーザが浦和レッドダイヤモンズ・レディースを2-0で下し清水第八以来27年ぶりの3連覇。

2日
- - 【JFA・高体連】第88回全国高等学校サッカー選手権大会2回戦神村学園高校（鹿児島）対中京大学附属中京高校（愛知）戦は10-2で神村学園が勝利、1試合チームゴール数10は第55回大会（1976年）以降首都圏開催以降の新記録。

6日
- - 【AFC】2011年アジアカップ予選で、日本がイエメンに3－2で逆転勝ちし、本大会出場決定。この試合で、平山相太はハットトリックを達成。日本代表選手による代表デビュー戦のハットトリックは80年ぶり。
  - 【JFA・JUFA・JWUFA】第58回全日本大学サッカー選手権大会決勝で明治大学が福岡大学を2－1で下し51年ぶり2回目の優勝、又第18回全日本大学女子サッカー選手権大会の決勝も行われ早稲田大学が神奈川大学を2－1で下し4年ぶり2回目の優勝。

8日
- - （現地時間）【CAF】 アンゴラで10日から開催された第27回アフリカ選手権の為に現地入りしていたトーゴ代表を乗せたバスが何者かに銃撃され運転手が死亡、選手2人が怪我。

11日
- - 【JFA・高体連】第88回全国高等学校サッカー選手権大会決勝で、山梨県代表の山梨学院大付が青森県代表の青森山田を1-0で下し、山梨県勢として初優勝。

31日
- - 【 日本 Fリーグ】第23節、4試合を残し、名古屋オーシャンズの3連覇が決定。
  - 【CAF】第27回アフリカ選手権の決勝戦でエジプトがガーナを破り3連覇を達成。

### 2月
5日
- - 【FIFA】FIFAワールドカップ南アフリカ大会審判団候補者発表。日本からは主審候補に西村雄一、副審候補に相樂亨が選出される。

6日
- - 【EAFF】第4回東アジアサッカー選手権および第3回東アジア女子サッカー選手権が日本の東京都で開幕。

14日
- - 【EAFF】第3回東アジア女子サッカー選手権の最終節、日本が韓国を破り連覇を達成。
  - 【EAFF】第4回東アジアサッカー選手権の最終節、中国が香港を破り2年ぶり2度目の優勝。

23日
- - 【AFC】AFCチャンピオンズリーグ2010が開幕。

27日
- - 【 日本 Jリーグ】FUJI XEROX SUPER CUPで、鹿島アントラーズがガンバ大阪をPK戦の末に破り、連覇を達成。

26日
- - 【 イングランド・プレミアリーグ】ポーツマスFCが経営破綻。これによりプレミアリーグから追われた。

28日
- - 【 日本 Fリーグ】の3年目のシーズンが終了。

### 3月
1日
- - 【Jリーグ】J2大分トリニータのホームスタジアム大分スポーツ公園総合競技場の命名権（ネーミングライツ）を大分銀行が取得し、呼称が「大分銀行ドーム」に（契約期間は2013年2月28日迄）

3日
- - 【AFC】AFCアジアカップ2011予選の最終節が行われ、AFCアジアカップ2011に出場する全16チームが決定。

6日
- - 【Jリーグ】2010Jリーグ開幕。

31日
- - 【Jリーグ】2010ヤマザキナビスコカップ予選リーグ開幕。

### 5月
10日
- - 【FIFA】6月11日に開幕する2010 FIFAワールドカップ南アフリカ大会の日本代表23名が発表。

15日
- - （現地時間）【CAF】アフリカネイションズカップを第29回アフリカネイションズカップより、奇数年開催に変更することを決定。

### 6月
11日
- - （現地時間）【FIFA】アフリカ大陸で初めての開催となる第19回FIFAワールドカップが、南アフリカで開幕。

14日
- - 【FIFA】2010 FIFAワールドカップ南アフリカ大会グループリーグ第1戦日本代表がカメルーンを対戦し1-0で勝利、自国開催以外でワールドカップの初勝利。

### 7月
10日
- - 【JUFA】総理大臣杯全日本大学サッカートーナメント決勝、駒澤大学が中京大学を延長の末3－2で下し、6年ぶり4回目の優勝。

11日
- - （現地）【FIFA】2010 FIFAワールドカップ南アフリカ大会決勝は、 スペインが オランダを延長の末1-0で下し、13回目の出場で初めてワールドカップトロフィーを手にした。

13日
- - （現地）【FIFA】2010 FIFA U-20女子ワールドカップ開幕。

17日
- - 【Jリーグ】JリーグJ1、J2リーグ戦再開。

25日
- - 【JFA】犬飼基昭日本サッカー協会会長が退任し、新会長に小倉純二副会長（国際サッカー連盟理事）が就任。

29日
- - 【Jリーグ】鬼武健二Jリーグチェアマンが退任し、新チェアマンに大東和美Jリーグ理事が就任。

### 8月
1日
- - （現地）【FIFA】2010 FIFA U-20女子ワールドカップで開催国のドイツが優勝する。

30日
- - 【JFA】日本サッカー協会は、日本代表の新監督にアルベルト・ザッケローニ前・セリエA・ユヴェントスFC監督の就任を発表。

### 9月
5日
- - （現地）【FIFA】2010 FIFA U-17女子ワールドカップがトリニダード・トバゴで開幕する。
  - Jリーグ準加盟のFC町田ゼルビアがスタジアムの整備問題の為、Jリーグ加盟予備審査を通過しなかった事を明らかにし、2011年のJ2昇格断念を表明。

12日
- - 【Jリーグ】J1ヴィッセル神戸の三浦俊也監督が成績不振を理由に解任、後任に和田昌裕ヘッドコーチが就任。

19日
- - 【Jリーグ】J1FC東京の城福浩監督が成績不振を理由に解任、後任に大熊清元・監督が就任。

25日
- - （現地）【FIFA】2010 FIFA U-17女子ワールドカップの決勝戦で、韓国が日本をPK戦の末に破って優勝する。

### 10月
3日
- - （現地）【AFC】AFC U-19選手権2010が中国で開幕する（〜17日）。
  - 【JFL】JFL後期10節Jリーグ準加盟のガイナーレ鳥取がアルテ高崎を1-0で下し、J2昇格条件の4位以内が確定。

12日
- - 【UEFA】（現地）UEFA EURO 2012予選C組のイタリア対セルビア戦がイタリア・ジェノヴァで開催されたが、セルビアサポーターによる騒動のため、キックオフ後、前半6分でレフェリーが試合を打ち切り、そのまま中止となった[1]。

19日
- - 【Jリーグ】J2東京ヴェルディ1969の新スポンサーが、スポーツ用品・衣料品販売のゼビオに決まったことが発表された。契約は5年[2]。
  - 【Jリーグ】J1大宮アルディージャが、2007年11月より主催58試合において観客動員数を水増しして発表していたことが明らかになった。同日、渡辺誠吾社長が引責辞任する意向を示している[3]。

24日
- - 【JFL】第12回日本フットボールリーグ後期12節、ガイナーレ鳥取が栃木ウーヴァFCに2-1で勝利。数試合を残してJFL優勝を決め、悲願であったJリーグへの昇格を確実なものにした。2位のFC町田ゼルビアについてはJリーグが条件不備を指摘したことから、来季の昇格を実質諦めることを表明している。

26日
- - （現地）【ドイツ】ワールドカップ 南アフリカ大会でスペインの優勝など8試合全ての予言を的中させて有名となったタコのパウルがドイツの水族館で死亡。推定年齢は2歳9カ月と高齢だった[4]。

31日
- - 【なでしこ】なでしこリーグ最終節日テレ・ベレーザが3-0で浦和レッドダイヤモンズ・レディースを下し、2年ぶり12回目の優勝。

### 11月
3日
- - 【Jリーグ】ヤマザキナビスコカップ決勝でジュビロ磐田がサンフレッチェ広島を延長の末5-3で下し、12年ぶり2回目の優勝。

7日
- - 【Jリーグ】J2第33節柏レイソルがFC岐阜を3-0で下しリーグ3位以内が確定し、来シーズン2シーズンぶりのJ1昇格が決定。

14日
- - 【Jリーグ】J1第30節京都サンガが浦和レッドダイヤモンズに0-2、湘南ベルマーレが清水エスパルスに0-5で敗れ、シーズン16位以下が確定し、それぞれ来シーズンのJ2降格が決定。
  - 【Jリーグ】J2第34節ヴァンフォーレ甲府が2-0で栃木SCを下し、リーグ3位以内が確定。4シーズンぶりのJ1昇格が決定。

16日
- - 【Jリーグ】J1大宮アルディージャが2007年11月から4年間にわたり、観客動員数の水増しを行っていた問題で、Jリーグは大宮に対し、2000万円の制裁金処分。

20日
- - 【Jリーグ】J1第31節、首位名古屋グランパスが1-0で湘南ベルマーレを下し、勝点8の差で2位だった鹿島アントラーズがヴィッセル神戸と0-0で引き分けた為、名古屋のJ1初優勝が決定。

22日
- - 【AFC】広州アジア大会サッカー女子決勝日本が、北朝鮮を1-0で下し初優勝。

23日
- - 【Jリーグ】J2第36節、首位柏レイソルが横浜FCを2-0で下し、J2優勝を決定。また、3位・アビスパ福岡が2-0でFC岐阜を下し、勝点5の差で4位だったジェフ千葉がザスパ草津に0-2で敗れ、残り試合での順位の逆転が不可能になった為、福岡の5シーズンぶりのJ1昇格が決定。

25日
- - 【AFC】広州アジア大会サッカー男子決勝日本がアラブ首長国連邦 (UAE) を1-0で下し初優勝。

### 12月
2日
- - （現地）【FIFA】FIFA総会が開かれ、役員による投票の結果、2018 FIFAワールドカップは ロシアで、2022 FIFAワールドカップは カタールで、それぞれ行われることが決まった。日本は2022年大会の招致実現ならず。

18日
- - 【FIFA】FIFAクラブワールドカップ2010の決勝戦がアラブ首長国連邦のシェイク・ザイード・スタジアムで開催され、インテルナツィオナーレ・ミラノが優勝。ヨーロッパ代表の4連覇となった。また、決勝で敗れはしたものの、アフリカ王者のTPマゼンベは欧州・南米以外のクラブとしては初めて決勝へ進出した。

19日
- - 【JFA】第32回全日本女子サッカー選手権大会3回戦で常盤木学園高等学校（なでしこチャレンジ・EAST）が日テレ・ベレーザ（なでしこ優勝）を0-0 (PK5-4) で下し、高校の単独チームとして初めてなでしこリーグ優勝チームに勝利。

## 国内リーグ・カップ戦優勝クラブ

### ヨーロッパ
- アイスランド
  - 〈リーグ〉ウルヴァルステイルト2010 - ブレイザブリクUBK
- アイルランド
  - 〈リーグ〉リーグ・オブ・アイルランド2010 - シャムロック・ローヴァーズFC
- イスラエル
  - 〈リーグ〉イスラエル・プレミアリーグ2009-10 - ハポエル・テルアビブFC
- イタリア
  - 〈リーグ〉セリエA 2009-2010 - インテルナツィオナーレ・ミラノ
  - 〈リーグカップ〉コッパ・イタリア2009-10 - インテルナツィオナーレ・ミラノ
- イングランド
  - 〈リーグ〉プレミアリーグ2009-2010 - チェルシーFC
  - 〈オープンカップ〉FAカップ2009-10 - チェルシーFC
  - 〈リーグカップ〉カーリング・カップ2010 - マンチェスター・ユナイテッドFC
- ウェールズ
  - 〈リーグ〉ウェルシュ・プレミアリーグ2009-10 ザ・ニュー・セインツFC
- ウクライナ
  - 〈リーグ〉ウクライナ・プレミアリーグ2009-10 - FCシャフタール・ドネツク
- エストニア
  - 〈リーグ〉メスタリリーガ2010 - FCフローラ・タリン
- オーストリア
  - 〈リーグ〉ブンデスリーガ2009-10 - レッドブル・ザルツブルク
- オランダ
  - 〈リーグ〉エールディヴィジ2009-10 - FCトゥウェンテ
  - 〈リーグカップ〉KNVBカップ2010 - アヤックス・アムステルダム
- 北アイルランド
  - 〈リーグ〉IFAプレミアシップ2009-10 - リンフィールドFC
- ギリシャ
  - 〈リーグ〉ギリシャ・スーパーリーグ2009-10 - パナシナイコスFC
  - 〈リーグカップ〉キペロ・エラーダス2010 - パナシナイコスFC
- クロアチア
  - 〈リーグ〉プルヴァHNL2009-10 - NKディナモ・ザグレブ
- スイス
  - 〈リーグ〉スーパーリーグ2009-10 - FCバーゼル
- スウェーデン
  - 〈リーグ〉アルスヴェンスカン2010 - マルメFF
- スコットランド
  - 〈リーグ〉スコティッシュ・プレミアリーグ2009-10 - レンジャーズFC
  - 〈リーグカップ〉スコティッシュリーグカップ2009-10 - レンジャーズFC
- スペイン
  - 〈リーグ〉リーガ・エスパニョーラ2009-2010 - FCバルセロナ
  - 〈リーグカップ〉コパ・デル・レイ2009-10 - セビージャFC
- スロバキア
  - 〈リーグ〉ツォルゴン・リーガ2009-10 - MŠKジリナ
- セルビア
  - 〈リーグ〉セルビア・スーペルリーガ2009-10 - パルチザン・ベオグラード
- チェコ
  - 〈リーグ〉ガンブリヌス・リーガ2009-10 - ACスパルタ・プラハ
- デンマーク
  - 〈リーグ〉デンマーク・スーペルリーガ2009-10 - FCコペンハーゲン
- ドイツ
  - 〈リーグ〉ドイツ・ブンデスリーガ2009-2010 - バイエルン・ミュンヘン
  - 〈リーグカップ〉DFBポカール2010 - バイエルン・ミュンヘン
- トルコ
  - 〈リーグ〉スュペル・リグ2009-10 - ブルサスポル
- ノルウェー
  - 〈リーグ〉ティッペリーガエン2010 - ローゼンボリBK
- ハンガリー
  - 〈リーグ〉ネムゼティ・バイノクシャーグI2009-10 - デブレツェニVSC
- フランス
  - 〈リーグ〉リーグ・アン2009-2010 - オリンピック・マルセイユ
  - 〈オープンカップ〉クープ・ドゥ・フランス2010 - パリ・サンジェルマンFC
  - 〈リーグカップ〉クープ・ドゥ・ラ・リーグ2010 - オリンピック・マルセイユ
- ブルガリア
  - 〈リーグ〉ブルガリアプロサッカーリーグ2009-10 - リテックス・ロヴェチ
- ベルギー
  - 〈リーグ〉ジュピラー・プロ・リーグ2009-10 - RSCアンデルレヒト
- ボスニア・ヘルツェゴビナ
  - 〈リーグ〉プレミイェル・リーガ2009-10 - FKジェリェズニチャル・サラエヴォ
- ポーランド
  - 〈リーグ〉エクストラクラサ2009-10 - レフ・ポズナン
- ポルトガル
  - 〈リーグ〉リーガ・サグレス2009-10 - SLベンフィカ
- モルドバ
  - 〈リーグ〉ディヴィジア・ナツィオナラ2009-10 - FCシェリフ・ティラスポリ
- ルーマニア
  - 〈リーグ〉リーガ1 2009-10 - CFRクルジュ
- ロシア
  - 〈リーグ〉ロシア・プレミアリーグ2010 - FCゼニト・サンクトペテルブルク

### 南米
- アルゼンチン
  - 〈リーグ〉プリメーラ・ディビシオン - 2009-10後期：AAアルヘンティノス・ジュニアーズ、2010-11前期：エストゥディアンテス・デ・ラ・プラタ
- ウルグアイ
  - 〈リーグ〉プリメーラ・ディビシオン2009-10 - CAペニャロール
- エクアドル
  - 〈リーグ〉セリエA2010 - LDUキト
- コロンビア
  - 〈リーグ〉カテゴリア・プリメーラA2010 - 前期：アトレティコ・ジュニオール、後期：オンセ・カルダス
- チリ
  - 〈リーグ〉プリメーラ・ディビシオン2010 - ウニベルシダ・カトリカ
- パラグアイ
  - 〈リーグ〉リーガ・パラグアージャ2010 - 前期：クルブ・グアラニー、後期：クルブ・リベルタ
- ブラジル
  - 〈リーグ〉カンピオナート・ブラジレイロ・セリエA 2010 - フルミネンセFC
- ペルー
  - 〈リーグ〉プリメーラ・ディビシオン2010 - ウニベルシダ・サン・マルティン

### 北中米カリブ海
- アメリカ、カナダ
  - 〈リーグ〉メジャーリーグサッカー2010 - コロラド・ラピッズ
  - 〈オープンカップ〉USオープンカップ2010 - シアトル・サウンダーズFC
- コスタリカ
  - 〈リーグ〉プリメーラ・ディビシオン - 2009-10後期：デポルティーボ・サプリサ、2010-11前期：LDアラフエレンセ
- メキシコ
  - 〈リーグ〉プリメーラ・ディビシオン - 2009-10後期：デポルティーボ・トルーカFC、2010-11前期：CFモンテレイ

### アフリカ
- アルジェリア
  - 〈リーグ〉アルジェリア・シャンピオナ・ナシオナル2009-10 - MCアルジェ
- エジプト
  - 〈リーグ〉エジプト・プレミアリーグ2009-10 - アル・アハリ
- コートジボワール
  - 〈リーグ〉コートジボワール・プレミア・ディビジョン2010 - ASECミモザ
- コンゴ民主共和国
  - 〈リーグ〉リナフット2010 - ASヴィタ・クルブ
- チュニジア
  - 〈リーグ〉チュニジア・リーグ2009-10 - エスペランス・スポルティーブ・ドゥ・チュニス
- ナイジェリア
  - 〈リーグ〉ナイジェリア・プレミアリーグ2010 - エニンバ

### アジア
- イラン
  - 〈リーグ〉ペルシアン・ガルフ・プロリーグ2009-10 - フーラッド・モバラケ・セパハンFC
- オーストラリア
  - 〈リーグ〉Aリーグ2009-10 - シドニーFC
- 韓国
  - 〈リーグ〉Kリーグ2010 - FCソウル
  - 〈オープンカップ〉韓国FAカップ2010 - 水原三星ブルーウィングス
  - 〈リーグカップ〉ポスコカップ2010 - FCソウル
- サウジアラビア
  - 〈リーグ〉サウジ・プロフェッショナルリーグ2009-10 - アル・ヒラル
- タイ
  - 〈リーグ〉タイ・プレミアリーグ2010 - ムアントン・ユナイテッドFC
- 中国
  - 〈リーグ〉中国スーパーリーグ2010 - 山東魯能泰山足球倶楽部
- 日本
  - 〈リーグ〉J1リーグ 2010 - 名古屋グランパス
  - 〈オープンカップ〉第89回天皇杯 - ガンバ大阪
  - 〈リーグカップ〉2010Jリーグヤマザキナビスコカップ - ジュビロ磐田
- ベトナム
  - 〈リーグ〉ベトナムサッカーリーグ2010 - ハノイT&T FC

## クラブチームによる国際大会
OFCチャンピオンズリーグ2009-10
- -  PRKヘカリ・ユナイテッドFC（初優勝）

CONCACAFチャンピオンズリーグ2009-10
- -  CFパチューカ（2年ぶり4回目）

UEFAヨーロッパリーグ 2009-10
- 5月12日（決勝）
  -  アトレティコ・マドリード（初優勝）

UEFAチャンピオンズリーグ 2009-10
- 5月22日（決勝）
  -  インテルナツィオナーレ・ミラノ（45年ぶり3回目）

コパ・リベルタドーレス2010
- 8月11日、8月18日（決勝）
  -  SCインテルナシオナル（4年ぶり2回目）

AFCチャンピオンズリーグ2010
- 11月13日（決勝）
  -  城南一和天馬（15年ぶり2回目）

CAFチャンピオンズリーグ2010
- -  TPマゼンベ（2年連続4回目）

FIFAクラブワールドカップ2010
- 12月18日（決勝）
  -  インテルナツィオナーレ・ミラノ（初優勝）

## ナショナルチームによる国際大会
東アジアサッカー選手権2010
- 2月6 - 14日
  -  中国（2大会ぶり2回目）

東アジア女子サッカー選手権2010
- 2月6 - 14日
  -  日本（2大会連続2回目）

2010 FIFAワールドカップ
- 6月11日 - 7月11日
  -  スペイン（初優勝）

## 日本

### クラブチームによる国内大会

#### 男子中心
第89回天皇杯全日本サッカー選手権大会
- 決勝 1月1日・国立霞ヶ丘競技場陸上競技場
  - ガンバ大阪 4 - 1 名古屋グランパス
    - ガンバ大阪は2年連続3回目の優勝（前身チームを含む）。

Fリーグ 2009-10
- 2009年8月22日 - 2010年2月28日
  - 優勝：名古屋オーシャンズ（3年連続3回目）

FUJI XEROX SUPER CUP2010
- 2月27日・国立霞ヶ丘競技場陸上競技場
  - 鹿島アントラーズ 1 - 1 (PK5-3) ガンバ大阪
    - 鹿島アントラーズは2年連続5回目の優勝。

Jリーグ 2010
- 3月6日 - 12月4日
FIFAワールドカップ開催の関係で、J1は5月15、16日の試合後、J2は6月12、13日の試合後、いずれも7月17、18日の試合までリーグ戦中断。
  - J1　名古屋グランパス 勝点72（初優勝）

  - J2 柏レイソル 勝点80

Jリーグヤマザキナビスコカップ2010
- 決勝 11月3日・国立霞ヶ丘競技場陸上競技場
  - ジュビロ磐田 5 - 3（延長）サンフレッチェ広島
    - ジュビロ磐田は12年ぶり2回目の優勝。

#### 女子
第31回全日本女子サッカー選手権大会
- 決勝 1月1日・国立霞ヶ丘陸上競技場
  - 日テレ・ベレーザ 2 - 0 浦和レッドダイヤモンズ・レディース
    - 日テレは3年連続10度目の優勝。

なでしこリーグカップ2010
- 決勝 8月22日・国立西が丘サッカー場
  - 日テレ・ベレーザ 3 - 2 浦和レッドダイヤモンズ・レディース

2010 日本女子サッカーリーグ
- 4月4日 - 10月31日
  - なごしこリーグ  日テレ・ベレーザ勝点49（2年ぶり12回目）
  - チャレンジリーグEAST 常盤木学園高校 勝点38
  - チャレンジリーグWEST スペランツァF.C.高槻 勝点42

#### 学生・ユースクラブ
第58回全日本大学サッカー選手権大会
- 決勝 1月6日・国立霞ヶ丘陸上競技場
  - 明治大学 2 - 1 福岡大学

第18回全日本大学女子サッカー選手権大会
- 決勝 1月6日・国立霞ヶ丘陸上競技場
  - 早稲田大学 2 - 1 神奈川大学

第88回全国高等学校サッカー選手権大会
- 決勝 1月11日・国立霞ヶ丘陸上競技場
  - 山梨学院大付（山梨）1 - 0 青森山田（青森）
    - 山梨学院大付属は初優勝。

第34回総理大臣杯全日本大学サッカートーナメント
- 決勝 7月10日・長居スタジアム
  - 駒澤大学 3 - 2（延長）中京大学

平成22年度全国高等学校総合体育大会
- 決勝 8月7日・うるま市与那城総合公園陸上競技場
  - 市立船橋（千葉） 4 - 1（延長）滝川第二(兵庫）
    - 市立船橋は2年ぶり7回目の優勝

高円宮杯第21回全日本ユース(U-18)サッカー選手権大会
- 決勝 10月11日・埼玉スタジアム2002
  - サンフレッチェ広島F.Cユース 2 - 1 FC東京U-18

第13回全日本女子ユース (U-18)サッカー選手権大会
- 決勝 1月8日・大分スポーツ公園サッカーラグビー場Ａコート
  - 浦和レッドダイヤモンズ・ジュニアユースレディース 1 - 0 常盤木学園高校

### 日本男子代表
2010 FIFAワールドカップ
AFCアジアカップ2011予選
- 最終予選
 日本 3 - 2  イエメン（1月6日： イエメン・サナア Ali Mohsen Al-Muraisi Stadium）
 日本 2 - 0  バーレーン（3月3日： 日本 ・豊田スタジアム）
2009年に行われた試合と合わせて勝点15となり、A組1位でAFCアジアカップ2011本大会出場権を獲得。

東アジアサッカー選手権2010
 日本 0 - 0  中国（2月6日： 日本 ・東京スタジアム）
 日本 3 - 0  香港（2月11日： 日本 ・国立霞ヶ丘競技場陸上競技場）
 日本 1 - 3  韓国（2月14日： 日本 ・国立霞ヶ丘陸上競技場）
優勝は 中国。 日本は3位。
キリンチャレンジカップ
 日本 0 - 0  ベネズエラ（2月2日： 日本 ・九州石油ドーム）
 日本 0 - 3  セルビア（4月7日： 日本 ・長居スタジアム）
 日本 0 - 2  韓国（5月24日： 日本 ・埼玉スタジアム）
 日本 1 - 0  パラグアイ（9月4日： 日本 ・日産スタジアム）
 日本 2 - 1  グアテマラ（9月7日： 日本 ・長居スタジアム）
 日本 1 - 0  アルゼンチン（10月8日： 日本 ・埼玉スタジアム）
キリンカップ
開催せず

### 日本女子代表
東アジアサッカー選手権2010
 日本 2 - 0  中国（2月6日： 日本 ・東京スタジアム）
 日本 3 - 0  チャイニーズタイペイ（2月11日： 日本 ・国立霞ヶ丘競技場陸上競技場）
 日本 2 - 1  韓国（2月13日： 日本 ・東京スタジアム）

## 死去
- 1月9日 -  パナヨト・パノ
- 2月5日 -  ガリムジャン・フサイノフ
- 2月10日 -  オルランド
- 2月12日 -  ルイス・モロウニー
- 8月30日 -  フランシスコ・バラージョ
- 10月26日 - パウル (タコ)
- 11月26日 -  モハマド・アンワル・エラヒー
- 12月10日 -  マルセル・ドミンゴ
- 12月21日 -  エンツォ・ベアルツォット

## 脚註
1. ↑  観客が暴動、試合中止に＝サッカー欧州選手権予選 時事通信 2010年10月13日閲覧
2. ↑  東京V、スポンサーと5年契約…J1昇格も可能に - スポーツニッポン、10月19日
3. ↑  大宮認めた 07年から観客数水増し 社長辞任へ - スポーツニッポン、10月20日
4. ↑  予言タコ：パウル君死ぬ…Ｗ杯決勝戦など的中　独の水族館 - 毎日.jp、10月26日